# بابليوم
بابليوم هي حبوب معالجة للرضع تم تسويقها في الأصل من قبل شركة «ميد جونسون» في عام 1931. الاسم المسجل هو شكل متعاقد من الكلمة اللاتينية بابليوم pabulum ، والتي تعني «المواد الغذائية». لطالما استخدم اسم بابليوم في علم النبات والطب للإشارة إلى التغذية أو المواد التي يتم امتصاص العناصر الغذائية بشكل سلبي.
بمعنى أوسع، يمكن أن تشير الكلمة أيضًا إلى شيء غير لطيف أو طري أو غير شهي أو طفولي.

## المراجع

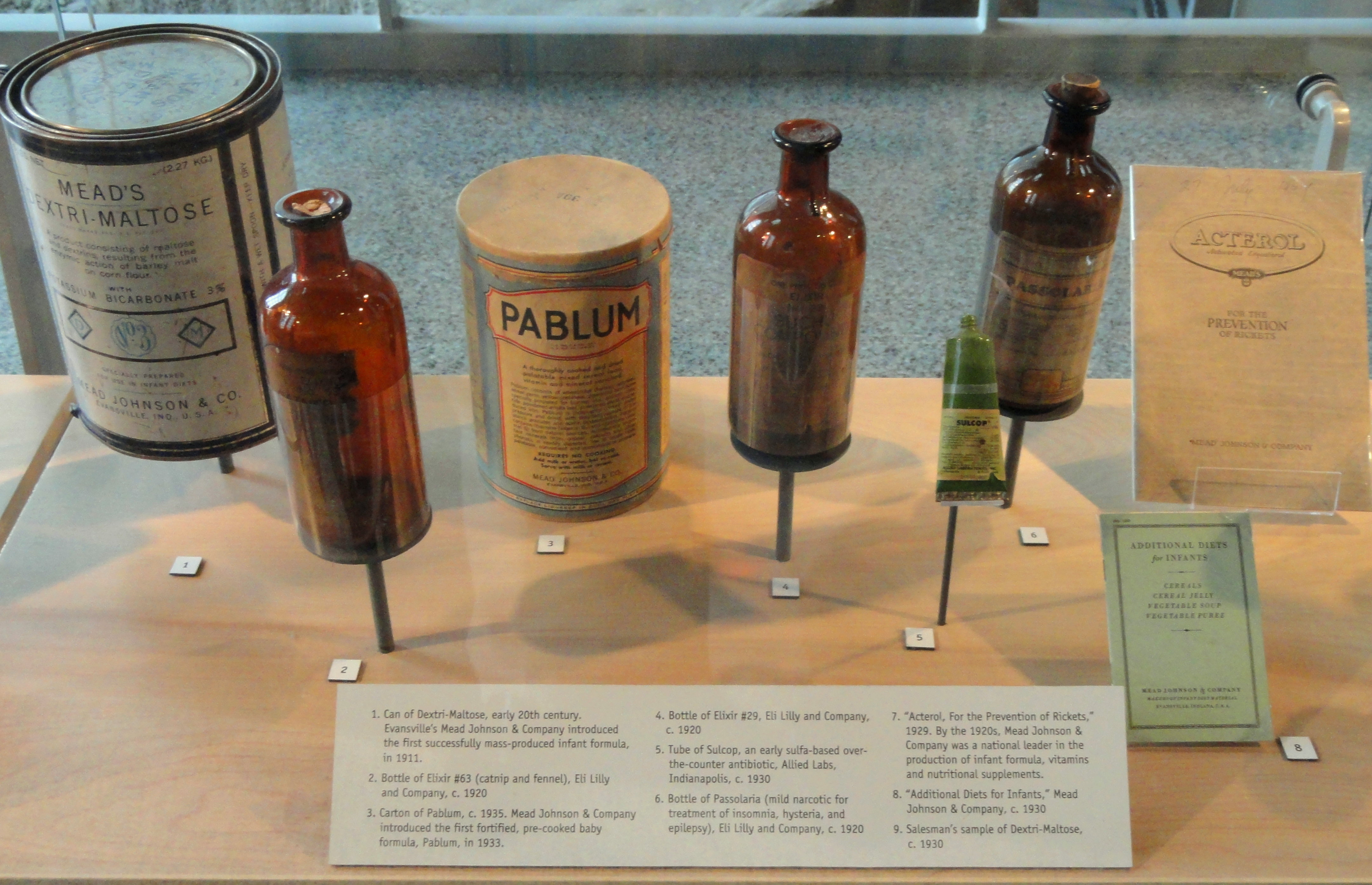
علبة كرتون وسط لحبوب معالجة الرضع ،منذ عام 1935.